# S-mode 3
S-mode #3 è il terzo greatest hits della cantante giapponese Masami Okui pubblicato il 23 febbraio 2005 dalla Starchild. L'album ha raggiunto la settantaseiesima posizione della classifica degli album più venduti in Giappone, vendendo 4 739 copie.

## Tracce
CD1
1. Tenshi no Kyuusoku (天使の休息)
2. labyrinth
3. Toki ni Ai wa (時に愛は)
4. Sore wa Totsuzen Yatte Kuru (それは突然やってくる)
5. only one, No.1
6. OVER THE END
7. TURNING POINT
8. CUTIE
9. Just do it
10. Sora ni Kakeru Hashi (空にかける橋)
11. Megami ni Naritai ~for a yours~ (女神になりたい ～for a yours～)
12. Shuffle
13. DEPORTATION ~but, never too late~
14. HAPPY PLACE
15. SECOND IMPACT

CD2
1. Lululu (ルルル)
2. eternal promise (DECK version)
3. Moon
4. CHAOS
5. I'd love you to touch me
6. Ano Hi no Gogo (あの日の午後)
7. Jounetsu (情熱)
8. Iiwake (いいわけ)
9. PURE
10. MESSAGE
11. TRANSMIGRATION (Mizuki Nana cover)